# PT-10

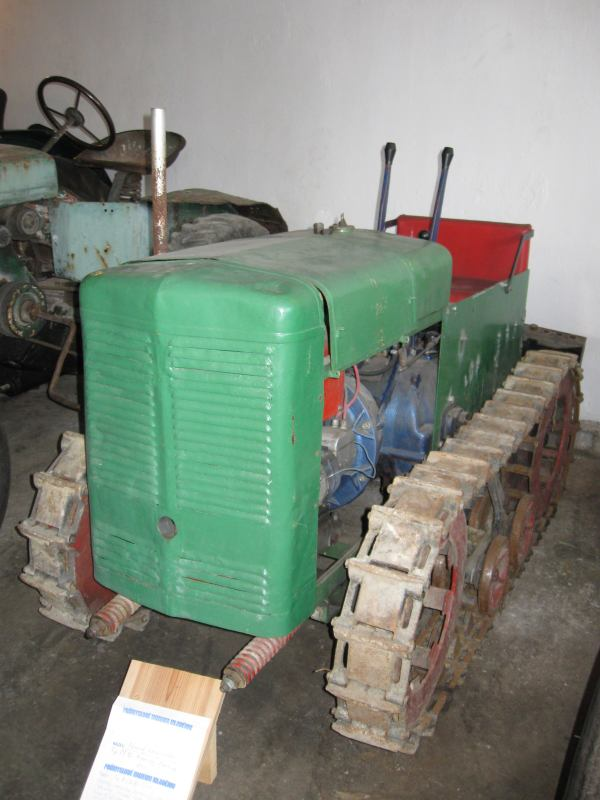
PT-10 v muzeu v Mladějově na Moravě

Pásový minitraktor PT-10 vyráběl v 50. letech 20. století závod Agrostroj Prostějov. Jednalo se o jednoduchý stroj, který se zásadně nerozšířil. Jeho motor typ B-2S75-A/11 vyráběl českobudějovický podnik Motor Union. Jednalo se o čtyřdobý benzinový vzduchem chlazený dvouválec o výkonu pouhých 9 koní. 